# Bitwa pod Latakią
Bitwa pod Latakią – bitwa morska pomiędzy siłami morskimi Izraela i Syrii w nocy z 6 na 7 października 1973 w trakcie trwania wojny Jom Kipur, w okolicach syryjskiego miasta Latakia. Była to pierwsza bitwa morska stoczona za pomocą pocisków rakietowych woda-woda, wystrzeliwanych z kutrów rakietowych, oraz pierwszy przykład wojny elektronicznej na współczesnym polu walki.

## Podłoże
Po zatopieniu podczas wojny sześciodniowej 21 października 1967 roku izraelskiego niszczyciela „Eilat” przez egipskie kutry rakietowe pociskiem P-15 radzieckiej konstrukcji, co stanowiło pierwszy przypadek użycia pocisków przeciwokrętowych w historii wojen morskich, Izrael podjął prace nad środkami przeciwdziałania oraz własną bronią tego typu. Efektem było skonstruowanie własnych pocisków przeciwokrętowych Gabriel i zamówienie we Francji kutrów rakietowych, a także opracowanie środków walki radioelektronicznej.

## Bitwa
Bitwa miała miejsce w okolicach syryjskiego miasta Latakia. Pięć izraelskich kutrów, w tym cztery rakietowe typów Sa’ar 2, Sa′ar 3 i Reshef („Miznak”, „Grash”, „Hetz”, „Reshef”) oraz jeden artyleryjski typu Sa′ar 1 („Mivtach”) starły się z pięcioma okrętami syryjskimi, w tym dwoma kutrami rakietowymi projektu 183 (typu Komar) i jednym projektu 205 (typu Osa). Okręty syryjskie były wyposażone w rakiety P-15 Termit, o zasięgu ponad dwukrotnie większym od izraelskich rakiet typu Gabriel. W przeciwieństwie do okrętów syryjskich radzieckiej budowy, wszystkie izraelskie kutry jednak miały też silną artylerię w postaci armat szybkostrzelnych kalibru 76 mm lub 40 mm.
Izraelskie kutry, zbliżając się do brzegu syryjskiego, najpierw natknęły się na dozorujący kuter torpedowy projektu 123K, który zatopiły artylerią. Następnie trafiły rakietami syryjski trałowiec „Yarmuk” projektu 254 (typu T-43). Wówczas same zostały zaatakowane sześcioma, a potem jeszcze dwiema rakietami P-15 przez trzy syryjskie kutry, będące w pobliżu brzegu. Izraelskie okręty jednak, ostrzeżone przed opromieniowaniem przez radary pocisków, wystrzeliły radiolokacyjne cele pozorne i podjęły manewry unikowe. Podjęte środki zdołały zmylić głowice syryjskich rakiet, które wszystkie wpadły do wody. Następnie izraelskie okręty podeszły bliżej i wystrzeliły własne rakiety, topiąc dwa kutry. Trzeci syryjski kuter projektu 183R uciekając wyrzucił się na brzeg, po czym został tam zniszczony artylerią. Zatopiony został też uszkodzony uprzednio trałowiec. Izraelczycy nie odnieśli żadnych strat. Po bitwie okręty syryjskie pozostały we własnych portach aż do zakończenia wojny, chociaż prowadziły dalej ostrzał z obrębu portów.
Bitwa pod Latakią była pierwszym starciem kutrów rakietowych wyposażonych w pociski woda-woda. 
Należy zaznaczyć, że syryjskie posterunki podczas bitwy meldowały o wykryciu izraelskich śmigłowców, stąd w części literatury później powielana była informacja, że to śmigłowce udawały cele dla rakiet, po czym się wznosiły, jednak brak jest potwierdzenia tej wersji.